# .hr
.hr највиши Интернет домен државних кодова за Хрватску. Администрован је од стране КАРНет-а (CARNet) - хрватска академска мрежа.
Домене могу да региструју појединаци са пребивалиштем у Хрватској или Хрватском држављанством, компаније и организације које се налазе у Хрватској. Овај НИДдк је веома популаран у Хрватској. Најзаступљенија је регистрација директно на другом нивоу.
Категорије другог нивоа су:
- .from.hr - намењен физичким лицима која имају право да региструју само један овакав домен;
- .com.hr - намењен предузећима, предност ове категорије у односу на директну регистрацију под .hr је та што може да се региструје неограничен број домена док се на директној регистрацији може регистровати само један, али и поред ове предности .com.hr има веома малу употребу у односу на директну регистрацију.